# (31925) Krutovskiy
2000 GW75 (asteroide 31925) é um asteroide da cintura principal. Possui uma excentricidade de 0.08546120 e uma inclinação de 6.37708º.
Este asteroide foi descoberto no dia 5 de abril de 2000 por LINEAR em Socorro.